# العقيدة (كتاب)
العقيدة كتاب في عقيدة أهل السنة والجماعة من تأليف أحمد بن حنبل.

## موضوع الكتاب
تحدث فيه المؤلف عن عقيدة أهل السنة والجماعة وأدلتهم على ذلك، والرد على من خالفهم.